# Cheilolejeunea pluriplicata
Cheilolejeunea pluriplicata là một loài Rêu trong họ Lejeuneaceae. Loài này được (Pearson) R.M. Schust. mô tả khoa học đầu tiên năm 1980.